# Дерев'янко Олександр Олександрович
Олекса́ндр Олекса́ндрович Дерев'я́нко (* 1979) — майор Збройних сил України, учасник російсько-української війни.

## З життєпису
Народився 1979 року. З березня 2014-го перебував в зоні проведення бойових дій. Начальник штабу дивізіону 25-ї окремої повітрянодесантної бригади.
16 квітня 2014 року отримав завдання — у складі зведеного підрозділу бригади зайняти та утримувати під охороною аеродром міста Краматорськ. Під час маршу поблизу населеного пункту Новоселівка Донецької області колону було заблоковано. Капітан Дерев'янко ухвалив рішення прорвати кільце оточення та — висмикнувши запобіжну чеку гранати — подав команду: «Гранати до бою». Особовому складу зведеного підрозділу вдалося пройти оточення та вчасно зайняти визначений район.

## Нагороди
19 липня 2014 року — за особисту мужність і героїзм, виявлені у захисті державного суверенітету та територіальної цілісності України, вірність військовій присязі під час російсько-української війни, відзначений — нагороджений орденом Богдана Хмельницького III ступеня.